# Eburia patruelis
Eburia patruelis es una especie de escarabajo longicornio del género Eburia, tribu Eburiini, familia Cerambycidae. Fue descrita científicamente por Bates en 1884.
Se distribuye por México.

## Descripción
La especie mide 17,2-27,3 milímetros de longitud. El período de vuelo ocurre en los meses de junio, julio, agosto y septiembre.